# Хеллбой: Кровь и металл
| Рейтинги           | Рейтинги |
| Издание            | Оценка   |
| ------------------ | -------- |
| Rotten Tomatoes    | [ 1 ]    |
| Common Sense Media | [ 2 ]    |

Хеллбой: Кровь и металл (англ. Hellboy: Blood and Iron) — второй мультфильм о Хеллбое. Фильм был выпущен на DVD 10 марта 2007 года компанией Anchor Bay Entertainment, а 17 марта 2007 года состоялась премьера на канале Cartoon Network.

## Сюжет
В 1939 году молодой профессор Бруттенхолм уничтожил вампиршу Э́ржебет Ондрюшко, которая купалась в крови юных девушек, чтобы сохранять молодость. Спустя годы, миллиардер Оливер Тромболт приобретает её особняк и призывает Бюро паранормальных исследований и обороны очистить его дом от привидений. Хеллбой, Лиз Шерман, Эйб Сапиен и Сидни Линч, возглавляемые профессором Брумом, прибывают в особняк Тромболта.
Оказывается, все призраки принадлежат душам убитых вампиршей девушек. Две ведьмы-гарпии, служившие Эржебет, собираются возродить свою госпожу. Пока профессор и другие сражаются с приспешниками Ондрюшко, Хеллбой встречается с Гекатой и узнаёт, что она планирует использовать вампиршу в своих целях. Бруттенхолм снова побеждает Эржебет, добавив в принимаемую ею ванну с кровью святой воды. Хеллбой побеждает выбравшуюся на землю Гекату.

## В ролях
| Актёр                 | Роль                                |
| --------------------- | ----------------------------------- |
| Рон Перлман           | Хеллбой                             |
| Сельма Блэр           | Лиз Шерман                          |
| Джон Хёрт             | профессор Тревор «Брум» Бруттенхолм |
| Даг Джонс             | Эйб Сапиен                          |
| Пери Гилпин           | профессор Кейт Корриган             |
| Дж. Грант Альбрехт    | Оливер Тромболт                     |
| Джим Каммингс         | Том Мэннинг                         |
| Грей Делайл           | Анна; ведьма-гарпия                 |
| Роб Полсен            | Сидни Линч; жених Анны              |
| Кэт Суси              | Э́ржебет Ондрюшко                    |
| Кри Саммер            | Геката                              |
| Джеймс Арнольд Тэйлор | молодой Брум                        |

## Продолжение
После титров можно увидеть сцену с надписью «Shadow of the Claw» (рус. Тень когтя), в которой представлен персонаж Лобстер Джонсон. В разработке третий мультфильм значился как «The Phantom Claw» (рус. Фантомный коготь), однако он был отменён.